# ویساریون بلینسکی
ویساریون گریگوریویچ بلینسکی (روسی: Виссарио́н Григо́рьевич Бели́нский) منتقد ادبی٬فیلسوف و زبان‌شناس شهیر روس بود.

## زندگی‌نامه
ویساریون در سوومنلینایِ فنلاند در خانواده یک پزشک ارتش متولد شد.او سال‌های ۱۸۲۹ تا ۱۸۳۲ را در دانشگاه دولتی مسکو تحصیل کرد که نهایتاً به بهانه «بی‌استعداد بودن» مجبور به ترک آنجا شد٬ دلیل اصلی اما داستان عاشقانه‌ای بود که وی در نقد برده‌داری نوشته بود.
وی سپس در مجله تلسکوپِ مسکو شروع به فعالیت کرد. مجله‌ای که در سال ۱۸۳۶ به علت انتشار مقاله‌ای فلسفی از پیوتر چادایف بسته و سردبیر آن تبعید شد٬ بلینسکی نیز برای بازپرسی احضار شد.
در سال ۱۸۳۷ در پیتیگورسک که به منظور درمان به آنجا رفته بود با میخائیل لرمونتوف آشنا شد و با او کتاب شعری را منتشر کرد. در سال ۱۸۴۲ او علیه سانسور دولت امپراتوری و ممنوعیت نفوس مرده از گوگول حمایت کرد. در همین سال نیز با واسلیفنا اورلوا ازدواج کرد که حاصل آن سه فرزند بود.
بلینسکی که اوایل دهه ۴۰ شناخته‌شده‌ترین منتقد روسیه شده بود به تمجید از آثار داستایوفسکی پرداخت و بر این نویسنده تأثیر زیادی گذاشت.
در سال ۱۸۴۷ به قصد تحصیل و درمان بیماری به برلین و سپس زالتسبورگ رفت و یک سال بعد در آنجا پس از تحمل یک دوره طولانی بیماری سل درگذشت و در قبرستان ولکوو به خاک سپرده شد. ذکر نام بلینسکی در مطبوعات روسیه تا سال ۱۸۵۶ ممنوع بود.

## نامه به گوگول
در ۱۸۴۷ گوگول، که بلینسکی نبوغش را ستوده بود، جزوه‌ای منتشرکرد سخت ضد لیبرال و ضدغربی، و خواهان بازگشت به شیوه‌های کهن جامعهٔ پدرسری و تجدید حیات معنوی سرزمین سرف‌ها و زمین داران و تزار شد. کاسهٔ صبر بلینسکی لبریز شد، و درآخرین مراحل بیماری جان‌کاهش از خارج نامه‌ای نوشت و گوگول را متهم کرد که به روشنایی خیانت کرده‌است.
وقتی که زیرپوشش دین، و با پشتیبانی تازیانه، دروغ و دغل را به عنوان حقیقت و فضیلت تبلیغ می‌کنند نمی‌توان خاموش نشست. بله، من تورا دوست می‌دارم، با همهٔ شوری که یک انسان، که با پیوند خون به کشورش وابسته است، امید و افتخار و مایهٔ سربلندی و یکی از رهبران آن کشور در راه آگاهی و تکامل و پیشرفت را دوست می‌دارد... روسیه رستگاری خود را در عرفان یا زیبایی پرستی ... نمی‌بیند، بلکه رستگاری را در دستاوردهای آموزش و تمدن و فرهنگ انسانی می‌بیند. روسیه نیازی به موعظه ندارد (چون به قدرکافی موعظه گوش کرده‌است)، به دعا هم نیازی ندارد... ، روسیه به بیدار شدن حس حیثیت انسانی در میان مردم نیازدارد، که قرن هاست در میان لای و لجن گم شده‌است. روسیه به قانون و حقوق نیاز دارد، نه براساس تعالیم کلیسا بلکه براساس عقل سلیم و عدالت ... که به جایش منظرهٔ هولناک سرزمینی را می‌بینیم که در آن مردمان، مردمان دیگر را می‌خرند و می‌فروشند... کشوری که درآن هیچ ضمانتی برای آزادی شخصی یا شرف یا دارایی انسانی وجودندارد، حتی حکومت پلیسی هم نیست، بلکه شرکت‌های عظیمی است از دزدان و راهزنان رسمی و اداری ... دولت خوب می‌داند که مالکان هر سال چه بر سر سرف‌ها می‌آورند... ای مبلغِ تازیانه، ای پیامبرِ جهل، ای هوادارِ تیره‌اندیشی و ارتجاعِ سیاه، ای مدافعِ شیوه زندگانیِ تاتار -چه کار می‌کنی؟ به زمین زیر پایت نگاه کن. بر لب پرتگاه ایستاده‌ای. تعالیم خود را بر کلیسای اورتودوکس بنا کرده‌ای، و دلیل این را من می‌فهمم، زیرا کلیسا همیشه طرفدار تازیانه و زندان بوده‌است، همیشه زبون استبداد بوده‌است؛ ولی آخر این چه ربطی به مسیح دارد؟.. ولتر که ریشخندش شعله‌های تعصب و جهل را در اروپا خاموش کرد مسلماً برای مسیح فرزند بهتری است و گوشت و استخوانش به گوشت و استخوان مسیح نزدیک‌تر است تا خیل کشیش‌ها و اسقف‌ها و به طریق‌های جناب‌عالی... روحانیان روستایی ما قهرمانانِ قصه‌های عوامانه هستند... در این قصه‌ها کشیش همیشه نقش آدم شکم‌باره و لئیم و ریاکار را بازی می‌کند، آدمی است که شرم و حیا را ازیاد برده است... بیشتر روحانیان ما... یا مشتی مدرس فضل فروشند یا مجسمهٔ جهل و کوردلی. فقط در ادبیات ما است که به‌رغم سانسورِ وحشیانه نشان زندگی و حرکت دیده می‌شود. به همین دلیل است که در میان ما حرفهٔ نویسندگی این قدر شریف شناخته می‌شود، و حتی استعدادهای ادبی ناچیز هم خریدار دارد. به همین دلیل است که حرفهٔ قلم لباس‌ها و سردوشی‌های پرزرق و برق نظامیان را ازنظر انداخته است، به همین دلیل است که هر نویسندهٔ آزادی‌خواهی، هرچند که استعدادش ناچیز باشد، توجه عموم را جلب می‌کند، و حال آن که شاعران بزرگی که ... قریحهٔ خودرا به کلیسای اورتودوکس و دستگاه استبداد و ناسیونالیسم می‌فروشند خیلی زود محبویت شان را از دست می‌دهند ... مردم روسیه حق دارند. این مردم تنها رهبران و مدافعان و نجات دهندگان خود را از تاریکی و استبداد روسیه و مذهب اورتودوکس و ناسیونالیسم درمیان نویسندگان روس می‌بیند. مردم می‌توانند یک کتاب بد[به لحاظ زیبایی‌شناسی] را بر نویسنده ببخشایند، ولی یک کتاب زیان‌بخش [به لحاظ اخلاق و ایدئولوژی] را هرگز.
بلینسکی این نامه را درپاریس برای دوستانش خواند. هرتسن آهسته به آننکوف، که خاطرهٔ آن صحنه را ثبت کرده‌است، گفت: این نوشتهٔ یک نابغه است، و خیال می‌کنم آخرین وصیتش.

## آثار
از بلینسکی تعداد زیادی نقد و مقاله به‌جا مانده‌است.
بعضی از آثار او عبارتند از:
- «ادبیات روسیه» در سال‌های ۱۸۴۱٬۱۸۴۲٬۱۸۴۵٬۱۸۴۶
- «نامه به گوگول»
- «اساس گرامر روسی»